# شارون نظریان
شارون نظریان فعال اجتماعی، دانشگاهی و بشردوست ایرانی‌الاصل آمریکایی است. او در حال حاضر معاون ارشد امور بین‌الملل لیگ ضد افترا است.

## اوایل زندگی
دکتر شارون نظریان در تهران زاده شد. پدر او، یونس نظریان، یک تاجر، نیکوکار و سرمایه‌گذار اولیه یهودی‌تبار در شرکت فناوری ماهواره‌ای کوالکام بود. مادرش ثریا نظریان مجسمه‌ساز است. او دو برادر به نام‌های سام نظریان، دیوید نظریان و یک خواهر به نام شولامیت نظریان دارد. در جریان انقلاب ایران در سال ۱۹۷۹، او به ایالات متحده مهاجرت کرد و به همراه پدر و مادر و خواهر و برادرش در بورلی هیلز، کالیفرنیا ساکن شد.
او از دانشگاه کالیفرنیای جنوبی (USC) فارغ‌التحصیل شد و در آنجا مدرک لیسانس هنر در روزنامه‌نگاری و روابط بین‌الملل دریافت کرد. سپس مدرک کارشناسی ارشد و دکترای علوم سیاسی را از یواس‌سی دریافت کرد.

## حرفه
در سال ۲۰۱۷، نظریان به عنوان معاون ارشد رئیس‌جمهور در امور بین‌الملل به تیم اجرایی لیگ ضد افترا (ADL) پیوست و مسئولیت مبارزه با یهودی‌ستیزی و نفرت نژادی در سراسر جهان، از جمله نظارت بر دفتر ای‌دی‌ال در اسرائیل را بر عهده گرفت.
قبل از تشکیل لیگ ضد افترا، نظریان در سه عرصه دانشگاهی، بشردوستانه و سیاست خارجی فعالیت داشت. او رئیس بنیاد خانواده وای‌انداس نظریان (Y&S Nazarian) است که یک دفتر منطقه‌ای در اسرائیل به نام بنیاد ایما دارد. او همچنین بنیانگذار مرکز وای‌انداس نظریان برای مطالعات اسرائیل در دانشگاه کالیفرنیا، لس آنجلس (UCLA) است. و همچنین ریاست هیئت مشورتی آن را بر عهده دارد. شارون به عنوان استاد کمکی در دانشگاه یوسی‌ال‌ای در دپارتمان علوم سیاسی تدریس می‌کرد، عضو شورای روابط خارجی است و در تعداد زیادی از هیئت‌های سیاست خارجی حضور دارد.
در سال ۲۰۲۱، نظریان برای سمت سفیر در دفتر نظارت و مبارزه با یهودستیزی در دولت بایدن در نظر گرفته شد.

## زندگی شخصی
نظریان از سال ۱۳۶۹ تا اوایل دهه ۱۳۸۹ با شهریار برادران، متخصص پریودنتیست ازدواج کرد. او اکنون با همسرش فرناندو فلینت و سه فرزندش در لس آنجلس زندگی می‌کند.